# Long Load
Long Load – wieś w Anglii, w hrabstwie Somerset, w dystrykcie (unitary authority) Somerset. Leży 51 km na południe od miasta Bristol i 192 km na zachód od Londynu. Miejscowość liczy 361 mieszkańców.